# Ilona Kabos
Ilona Kabos (7 de diciembre de 1893 – 27 de mayo de 1973) fue una pianista clásica y profesora de piano húngara.

## Biografía
Ilona Kabos nació en Budapest en 1893 (algunas fuentes dan su año de nacimiento como 1894, 1898 o 1902). Estudió en la Academia de Música Franz Liszt con Árpád Szendy (un alumno de Franz Liszt), Leo Weiner y Zoltán Kodály, y en 1915 ganó el Premio Liszt. En la primera parte de su carrera conoció a Ferruccio Busoni.  Realizó numerosas giras, ofreciendo estrenos de obras de compositores como Kodály, Weiner, Béla Bartók, Luigi Dallapiccola, Roy Harris, Carlos Chávez y Mátyás Seiber. Hizo su debut americano en 1951. También enseñó en la Academia de Música de Budapest desde 1930 hasta 1936.
Kabos estaba casada con el pianista húngaro Louis Kentner y establecieron su hogar en Londres. En noviembre de 1942, Kabos y Kentner interpretaron el estreno mundial del Concierto para dos pianos, percusión y orquesta de Bartók en Londres.  También estrenó las Six Bagatelles, op. 3 (1948) de Robert Crawford. 
El matrimonio de Kabos terminó en 1945, cuando Kentner la dejó por Griselda Gould (hija de la pianista británica Evelyn Suart y hermana de la bailarina Diana Gould, que fue la segunda esposa de Yehudi Menuhin).
El mayor legado de Ilona Kabos fue como profesora de otros pianistas. Dio clases magistrales y enseñó tanto de forma privada como en instituciones como la Dartington Summer School  y la Juilliard School (desde 1965, por invitación expresa de Peter Mennin). Allí Ilona Kabos y Rosina Lhévinne intercambiaban a menudo estudiantes. 
Los alumnos más conocidos de Ilona Kabos incluyen a Susan Alexander-Max, David Bollard,  Robert Cuckson,  Monte Hill Davis, Norma Fisher,   Peter Frankl,  Joan Havill,  Niel Immelman, William Corbett Jones, Joseph Kalichstein,   David Oei, John Ogdon,  Denver Oldham, Kun-Woo Paik, Alberto Portugheis, Staffan Scheja,  Roberto Szidon y Alan Weis. Otros alumnos fueron Paul Burke,  Nigel Coxe,  David-Michael Dunbar,  Marilyn Engle,  Meira Farkas, Jonathan Miles Freeman,  Otto Freudenthal,  Nancy Burton Garrett,  Derek Han,  Robin Harrison,  Emanuel Krasovsky,  Risto Lauriala,  Dana Muller,  Thalia Myers,  Rafael Minaskanian, Joel Sachs,  Jeffrey Siegel,  Sérgio Varella-Cid,  Patrick J. Mullins y Veda Zuponcic.
El método de enseñanza de Ilona Kabos incluía garabatear en la partitura durante sus lecciones. Le gustaba escribir "instrucciones en negrita con lápiz rojo, a lo largo de la página, en letras enormes y barras diagonales". También fue asesora musical de varias películas como Asesinato en la catedral (1951), The Fake (1953), The Diamond (1954), Jet Storm (1959) y The Hands of Orlac (1960). 
Murió en Londres en 1973. 

## Homenajes
Las Inventions, op. 2, son un conjunto de piezas para piano de André Tchaikowsky; cada invention es un retrato musical de un amigo o colega de Tchaikowsky, y la número 3 se subtitula "A Ilona Kabos". 
En 1968, Serge Tcherepnin escribió una pieza para piano para Ilona Kabos, llamada simplemente "Para Ilona Kabos".

## Grabaciones
- Una grabación de un concierto en elTown Hall de Nueva York de 1952, con obras de:
  - Liszt (Variaciones sobre 'Weinen, Klagen, Sorgen, Zagen', S. 180; y extractos de Weihnachtsbaum, S. 186), y
  - Bartók (Tres Rondos, Sz84; Sonatina, Sz55; Para niños, Sz42) [4]
    - Edward Tatnall Canby en la Saturday Review, dijo que este era "el mejor disco de piano que he escuchado, sin excepción". [31]
- Gnomenreigen de Liszt (en vivo, Budapest, 1956) [2]
- Concierto para piano de Sir Michael Tippett (BBC; sin fecha) [2]
- J.S. Bach: Concierto en do mayor para dos claves, BWV 1061 (con Gina Bachauer ). [32]